# Перекалки
Перека́лки — село в Україні, у Шептицькому районі Львівської області. Населення становить 219 осіб.